# Krister Savonen
Krister Savonen  (* 1994) ist ein finnischer Unihockeyspieler, der beim F-Liiga-Verein SC Classic unter Vertrag steht.

## Karriere

### Verein

#### SC Classic
Savonen spielte im Nachwuchs von Roismalan Ponnistus und wechselte später in den Nachwuchs der Tampereen Ilves sowie den SC Classic.
2010 debütiert er in der Salibandyliiga bei SC Classic.

#### Tampereen Ilves
Zwischen 2010 und 2012 verfügte Savonen über eine Doppellizenz und wurde in der Divari bei den Tampereen Ilves eingesetzt. Auf die Saison 2012/13 wurde die Doppellizenz aufgelöst und er spielte fortan ausschliesslich für den SC Classic. Mit Classic gewann er vier Meistertitel in Serie, den Champions Cup und den finnischen Cup.

#### SV Wiler-Ersigen
2019 wechselte Savonen zum Schweizer Rekordmeister SV Wiler-Ersigen.  Nach dem verlorenen Superfinal 2021 verkündete der SV Wiler-Ersigen, dass Savonen seine Karriere bei seinem Stammverein SC Classic fortführen wird.

### Nationalmannschaft
Mit der finnischen Nationalmannschaft gewann Savonen zwei Mal die Weltmeisterschaft.